# Albanian Basketball League
| höchste Klasse |  | Albanian Basketball League |
| zweite Klasse  |  | First Division             |

Die Albanian Basketball League (albanisch Liga e Basketbollit e Shqipërisë) ist die höchste Spielklasse im albanischen Basketball. Sie wurde im Jahr 1946 gegründet und wird von der Federata Shqiptare e Basketbollit organisiert. Die Albanian Basketball League besteht aus sechs Mannschaften. Rekordmeister ist der BC Partizani Tirana, welcher insgesamt 33 mal nationaler Meister werden konnten.

## Geschichtlicher Hintergrund
Die Albanian Basketball League ist eine der ältesten Basketballmeisterschaften in der gesamten Balkanregion. Sie wurde erstmals im Jahre 1946 ausgespielt. Etwa zwei Jahre später erlangte der Sport in Albanien durch die Machtübernahme der kommunistischen Partei der Arbeit große Popularität, was dazu führte, dass nahezu jede Stadt in Albanien seinen eigenen Basketballverein gründete.
Nach dem Zerfall des Kommunismus im Jahr 1991 war fast jeder Verein dazu gezwungen sich aufzulösen, da der Sport nicht mehr finanziell unterstützt wurde, in der Basketballsport in Albanien mehr und mehr in Vergessenheit rückte. Allerdings konnten einige aufgelöste Vereine im Jahr 1993 neu gegründet werden, nicht zuletzt dank privater Investoren und staatlicher Subventionen.

## Modus
Die albanische Meisterschaft wird unter sechs Mannschaften ausgespielt. Dabei spielt jedes Team vier Mal in jeweils zwei Heim- und zwei Auswärtsspielen gegeneinander, sodass jede Mannschaft insgesamt 20 Spiele während der Regular Season absolviert. Die ersten vier Mannschaften spielen in einem Play-off um die Meisterschaft, während das fünftplatzierte Team in die Relegation gegen den Zweitplatzierten der First Division, der zweiten albanischen Liga, antreten muss. Das letztplatzierte Team steigt direkt in die First Division ab. Für einen Sieg erhält ein Team zwei, bei einer Niederlage einen Punkt.

## Bisherige Meister
| Jahr | Albanischer Meister | Play-off-Finalist         |
| ---- | ------------------- | ------------------------- |
| 1946 | 17 Nëntori          |                           |
| 1947 | Ylli Kuq Durrës     |                           |
| 1948 | 17 Nëntori          |                           |
| 1949 | 17 Nëntori          |                           |
| 1950 | 17 Nëntori          |                           |
| 1951 | BC Partizani Tirana |                           |
| 1952 | BC Partizani Tirana |                           |
| 1953 | BC Partizani Tirana |                           |
| 1954 | BC Partizani Tirana |                           |
| 1955 | BC Durrës           |                           |
| 1956 | BC Partizani Tirana |                           |
| 1957 | PBC Tirana          |                           |
| 1958 | BC Partizani Tirana |                           |
| 1959 | BC Partizani Tirana |                           |
| 1960 | BC Partizani Tirana |                           |
| 1961 | 17 Nëntori          |                           |
| 1962 | 17 Nëntori          |                           |
| 1963 | 17 Nëntori          |                           |
| 1964 | BC Partizani Tirana |                           |
| 1965 | 17 Nëntori          |                           |
| 1967 | BC Vllaznia Shkodër |                           |
| 1968 | BC Partizani Tirana |                           |
| 1969 | BC Partizani Tirana |                           |
| 1970 | BC Partizani Tirana |                           |
| 1971 | 17 Nëntori          |                           |
| 1972 | BC Partizani Tirana |                           |
| 1973 | BC Partizani Tirana |                           |
| 1974 | BC Partizani Tirana |                           |
| 1975 | BC Partizani Tirana |                           |
| 1976 | BC Partizani Tirana |                           |
| 1977 | BC Partizani Tirana |                           |
| 1978 | BC Partizani Tirana |                           |
| 1979 | BC Partizani Tirana |                           |
| 1980 | BC Partizani Tirana |                           |
| 1981 | BC Partizani Tirana |                           |
| 1982 | BC Partizani Tirana |                           |
| 1983 | BC Partizani Tirana |                           |
| 1984 | BC Partizani Tirana |                           |
| 1985 | BC Partizani Tirana |                           |
| 1986 | BC Partizani Tirana |                           |
| 1987 | BC Partizani Tirana |                           |
| 1988 | BC Partizani Tirana |                           |
| 1989 | BC Partizani Tirana |                           |
| 1990 | BC Vllaznia Shkodër |                           |
| 1991 | BC Partizani Tirana |                           |
| 1992 | BC Partizani Tirana |                           |
| 1993 | BC Vllaznia Shkodër |                           |
| 1994 | BC Adelin Pogradec  |                           |
| 1995 | BC Dinamo Tirana    |                           |
| 1996 | BC Partizani Tirana |                           |
| 1997 | BC Vllaznia Shkodër |                           |
| 1998 | BC Vllaznia Shkodër |                           |
| 1999 | PBC Tirana          |                           |
| 2000 | BC Vllaznia Shkodër |                           |
| 2001 | PBC Tirana          |                           |
| 2002 | PBC Tirana          |                           |
| 2003 | BC Valbona          | PBC Tirana (3–0)          |
| 2004 | BC Valbona          |                           |
| 2005 | BC Valbona          |                           |
| 2006 | BC Valbona          | BC Vllaznia Shkodër (3–0) |
| 2007 | BC Valbona          | PBC Tirana (3–2)          |
| 2008 | PBC Tirana          |                           |
| 2009 | PBC Tirana          |                           |
| 2010 | PBC Tirana          | Studenti (3–2)            |
| 2011 | PBC Tirana          | U.A.T. (3–0)              |
| 2012 | PBC Tirana          | BC Kamza Basket (3–0)     |
| 2013 | BC Kamza Basket     | BC Vllaznia Shkodër (3–0) |
| 2014 | BC Vllaznia Shkodër | PBC Tirana (3–0)          |
| 2015 | BC Vllaznia Shkodër | PBC Tirana (3–0)          |
| 2016 | BC Vllaznia Shkodër | BC Teuta Durrës (3–1)     |
| 2017 | PBC Tirana          | BC Vllaznia Shkodër (3–0) |
| 2018 | PBC Tirana          | BC Teuta Durrës (3–2)     |